# Sayf ibn Dhi Yazan

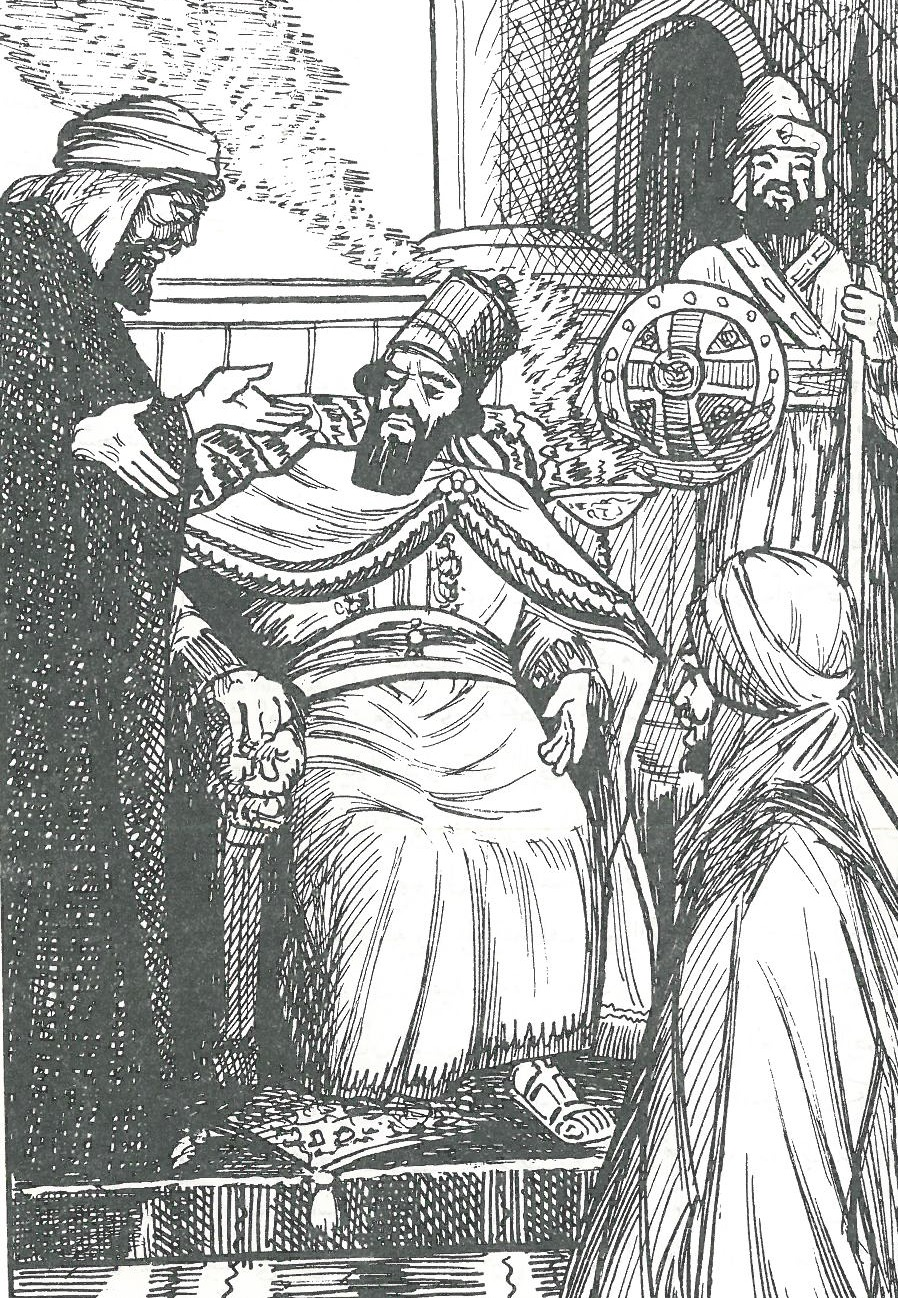
Ilustración de 1935 que retrata a Sayf pidiendo asistencia militar del rey sasánida Cosroes I.

Abū Murra Sayf bin Dhī Yazan al-Ḥimyarī (en árabe: سيف بن ذي يزن‎) fue un rey himyarita semilegendario de Yemen que vivió entre 516 y 578 d. C., conocido por poner fin al dominio axumita sobre el sur de Arabia con la ayuda del Imperio sasánida.
Para reconquistar Yemen, Sayf le pidió a Cosroes I, rey del Imperio Sasánida, que lo ayudara a luchar contra los aksumitas. Según Al-Masudi, Sayf dialogó con el rey sasánida sobre las tensiones raciales entre blancos y negros:

Saif luego partió para buscar la ayuda de Kisra Anushirwan [Shah Persa], con quien afirmó estar relacionado, y pidió su ayuda. Kisra le dijo: "¿Qué lazo de parentesco reclamas conmigo?" Él respondió: "Oh rey, es mi piel blanca en oposición a la negra, porque estoy más cerca de ti que ellos".

Cosroes estuvo de acuerdo y envió 800 hombres con Wahriz como líder. Masruq ibn Abraha, rey aksumita de Yemen, se enfrentó al ejército pero perdió en la batalla de Hadhramaut. Los sasánidas avanzaron para conquistar Sana'a, sin embargo, Sayf fue nombrado rey en el entendimiento de que enviaría impuestos a Khosrau. Más tarde, los sirvientes etíopes lo mataron a puñaladas, y los sasánidas reconquistaron Yemen y Vahriz fue nombrado como gobernador de Yemen, junto con el hijo de Sayf.

## Cultura popular
El abuelo del profeta Mahoma, Abd al-Muttálib, conoció a Sayf en su palacio en Ghamadan. Sayf ingresó al folclore árabe por medio de su ampliamente conocida "biografía" Sīrat Sayf ibn Dhī-Yazan que relata sus conquistas del reino de los genios humanos y míticos, combinando hechos históricos con el folclore y la mitología árabes. Yazan se ha convertido en un nombre de niño popular en la cultura árabe contemporánea.